# Commodore Cochran
Commodore Shelton Cochran (* 2. Januar 1902 in Richton; † 3. Januar 1969 in San Francisco) war ein US-amerikanischer Leichtathlet und Olympiasieger. 
Als Student der Mississippi State University gewann Cochran 1922 und 1923 die Meisterschaften der National Collegiate Athletic Association (NCAA) über 440 Yards. Bei den Olympischen Spielen 1924 in Paris war Cochran Startläufer der US-amerikanischen 4-mal-400-Meter-Staffel, die in der Besetzung Cochran, William Stevenson, Oliver MacDonald und Alan Helffrich bei ihrem Olympiasieg in 3:16,0 min einen neuen Weltrekord lief. Sie unterbot damit den Weltrekord der US-Staffel, die 1912 olympisches Gold gewonnen hatte.
Nach Beendigung seiner Karriere trainierte Cochran seinen 17 Jahre jüngeren Bruder Roy Cochran, der bei den Olympischen Spielen 1948 Gold über die Hürden und in der 4-mal-400-Meter-Staffel gewinnen sollte. 